# Tsingoni
Tsingoni es una comuna francesa situada en el departamento y la región de Mayotte. 
El gentílico francés de sus habitantes es Tsingoniens.

## Geografía
La comuna se halla situada en centro-oeste de la isla de Mayotte y está formada por las villas de Combani, Miréréni, Mroalé y Tsingoni.

## Demografía
| Gráfica de evolución demográfica de Tsingoni entre 1985 y 2017 |
|                                                                |

Fuente: Insee